# Build Back Better World
Побудова кращого світу (англ. Build Back Better World (B3W)) — ряд ініціатив з розвитку інфраструктурних проектів країн, що розвиваються, запропонованих у червні 2021 року світовій спільноті лідерами G7 як альтернативу зростаючому впливу китайської ініціативи «один пояс, один шлях».

## Передумови
4 листопада 2019 року заступник держсекретаря США Кейт Крах офіційно запустив мережу Blue Dot [Архівовано 30 вересня 2021 у Wayback Machine.] разом зі своїми колегами з Австралії та Японії з доступом до капіталу у 60 мільярдів доларів від DFC [Архівовано 28 жовтня 2021 у Wayback Machine.] на Індо-Тихоокеанському бізнес-форумі.
7 червня 2021 року ОЕСР зобов'язалася підтримати мережу на засіданні Виконавчої консультаційної групи у Парижі, Франція.